# 波士顿马拉松
波士頓馬拉松（英語：Boston Marathon）創辦於1897年，是美国歷史最悠久的年度马拉松賽事之一，由麻薩諸塞州東部大波士顿地區的多座城鎮共同舉辦，傳統上於每年四月的第三個星期一的愛國日舉行。賽道起點設於密德瑟斯郡的霍普金頓，終點則位於波士頓市中心的科普利廣場。
該賽事受到1896年夏季奥林匹克运动会首次成功舉辦馬拉松比賽的啟發，並迅速發展為全球最具代表性的長跑賽事之一。波士頓馬拉松同時是世界馬拉松大滿貫系列賽之一，廣受國際矚目。
自創辦以來，賽事一直由波士頓田徑協會（Boston Athletic Association）負責主辦，並自1988年起由DMSE Sports承辦。每年吸引來自世界各地的業餘與職業跑者參加，平均報名人數達3萬人，沿途觀眾人數則高達50萬，是新英格蘭地區觀賞人數最多的體育活動。

## 歷史
自1897年起，男子選手即參與波士頓馬拉松。女性選手則自1972年起正式獲准報名參賽，儘管主辦單位後來追認1966年為首位女性完成比賽的年份。1975年增設男子輪椅組，1977年增設女子組；2017年起，男女選手皆可參加手搖自行車組別。
首屆比賽於1897年4月19日舉行，作為波士頓田徑協會（Boston Athletic Association）成立十週年紀念活動的一部分，並為當年B.A.A.運動會的壓軸項目。賽程長度為24.5英里（約39.4公里），由約翰·J·麥克德莫特（John J. McDermott）以2小時55分10秒完賽並奪冠。比賽日期選於新設立的愛國日（Patriots' Day），象徵對古希腊與美國自由理念的呼應。
1924年，起點自阿什蘭遷至鄰近的霍普金頓，賽程亦調整為符合1908年夏季奥林匹克运动会標準的26英里385碼（42.195公里），該距離於1921年由國際田徑總會正式制定為馬拉松比賽的標準距離。
波士頓馬拉松最初為地方性賽事，且長期採免費參賽制，冠軍獎品為象徵榮耀的橄欖枝花冠。1980年代起，隨著職業選手要求設立獎金，主辦單位開始提供由企業贊助的現金獎勵。1986年為首次發放獎金的年份。
1941年至1964年間，沃尔特·A·布朗擔任波士頓田徑協會主席。1951年韓戰期間，布朗以戰爭仍在進行為由，拒絕韓國選手參賽，表示：「當美國士兵在韓國作戰時，每一位韓國人都應該保衛自己的國家，而不是參加馬拉松。」該決定引發外界對體育賽事與國際政治關係的關注與討論。
在1967年之前，波士頓馬拉松的參賽規則未明文限制女性報名，美國業餘運動聯盟（Amateur Athletic Union）亦未禁止女性與男性一同參賽。1966年，羅伯塔·「芭比」·吉布（Roberta "Bobbi" Gibb）申請參賽遭拒，賽事總監威爾·克隆尼（Will Cloney）在回信中聲稱女性「在生理上無法完成26英里賽程」。吉布仍未經註冊完成比賽，成績為3小時21分40秒，優於三分之二的選手。多年後，主辦單位追認吉布為首位完成全程的女性選手。
1967年，凯瑟琳·斯威策以其AAU會員身分正式報名參賽，繳納報名費並附上健康證明，以其慣用簽名「K. V. Switzer」填寫報名表，成為首位以正式註冊身分完成波士頓馬拉松的女性。比賽過程中，賽事官員喬克·桑普（Jock Semple）曾多次試圖將其驅離賽道，並試圖撕下其號碼布。斯威策最終仍順利完賽，該事件促使AAU修訂規則，禁止女性與男性同場競賽。後來，斯威策與桑普化解誤會，成為朋友。
1971年底，在妮娜·庫斯克（Nina Kuscsik）等人的倡議下，AAU放寬女性比賽距離限制。自1972年起，女性選手正式獲准參加波士頓馬拉松，同年庫斯克亦成為首位女子組冠軍。
1996年，波士頓田徑協會追溯承認1966年至1971年間非官方女子冠軍的選手為歷屆得主。至2022年，女性報名者佔總參賽人數約43％。
1980年，羅茜·魯伊斯最先抵達女子終點，然因比賽錄影中未見其身影，引發爭議。調查後發現，她僅在終點前約800公尺處混入賽道，未跑完全程。最終魯伊斯於賽後八日被取消成績，加拿大選手賈桂琳·加羅（Jacqueline Gareau）被追認為當屆冠軍。
波士頓馬拉松歷史中亦曾發生數起與賽事相關的死亡事件。1905年，麻薩諸塞州北亞當斯的詹姆斯·愛德華·布魯克斯（James Edward Brooks）完賽後不久死於肺炎。1996年第100屆比賽中，61歲瑞典選手漢弗瑞·西薩格（Humphrey Siesage）因心臟病發身亡。2002年，28歲選手辛西亞·盧塞羅（Cynthia Lucero）則因低血鈉症於比賽中去世。

## 参赛资格
| 波士顿马拉松 资格标准 (2019年) |              |               |
| 年龄                           | 男           | 女            |
| 18–34岁                        | 3小时        | 3 小时 30分钟 |
| 35–39岁                        | 3小时 5分钟  | 3 小时 35分钟 |
| 40–44岁                        | 3小时 10分钟 | 3 小时 40分钟 |
| 45–49岁                        | 3小时 20分钟 | 3 小时 50分钟 |
| 50–54岁                        | 3小时 25分钟 | 3 小时 55分钟 |
| 55–59岁                        | 3小时 35分钟 | 4 小时 5分钟  |
| 60–64岁                        | 3小时 50分钟 | 4 小时 20分钟 |
| 65–69岁                        | 4小时 5分钟  | 4 小时 35分钟 |
| 70–74岁                        | 4小时 20分钟 | 4 小时 50分钟 |
| 75–79岁                        | 4小时 35分钟 | 5 小时 5分钟  |
| 80岁以上                       | 4小时 50分钟 | 5 小时 20分钟 |

波士頓馬拉松向年满18岁的所有国籍选手开放，但参加者必须达到一定的资格条件。选手必须在波士頓馬拉松比赛日的一定时段以内（一般是大约18个月范围内）完成一个获国际田径联合会所属的国家管理机构认证的标准马拉松赛事。
在1980到1990年代，选手必须是美國田徑總會会员，但这个要求已取消。
在2011年2月15日，2013年比赛参赛资格收窄，2011年9月23日之後的比赛成绩要求在每个性别年龄组别提高5分钟。在18-34组别，男选手必须在不多於3小时5分钟完成赛事，女选手必须在不多於3小时35分钟完成赛事，更高年长的比赛组别，参赛资格成绩也随之调整。与此同时，59秒的宽限完全取消。例如，40-44岁男选手成绩为3小时15分1秒时，不再获得通过。对很多马拉松选手来说，获得波士頓馬拉松的参赛资格本身已经是一项目标及成就。
选手获得参赛资格的一个例外是经由合作伙伴获得入场机会。每年大约有五分一的马拉松赛事预留用给慈善机构，赞助商，销售商，特许人，顾问，市政官员，当地的跑步俱乐部和营销人员。：在2010年，大约有5,470名额外的选手经由合作伙伴获得入场机会，其中有2,515名是慈善选手。赛事目前容立了24个慈善机构，预计每年将筹集超过1000万美元。在2017年，慈善选手为超过200个非牟利团体筹集了34.2万美元。波士顿体育协会的官方慈善项目筹集了1796万美元，约翰·汉考克的非营利项目筹集了1230万美元，其剩的397万美元由其他运动员和邀请者筹集
。
在2010年10月18日，20,000个参赛名额在8小时3分钟内满额预约，创下了记录。申请参赛的速度促使官方将2013年及之後的赛事收窄参赛资格。除了降低取得资格的完赛时间，还加入了让跑得更快的选手获得优先度的滚动机制。主辨方决定不要明显地调整不合资格者的数量。
由2023年起，世界馬拉松大滿貫將旗下六大馬拉松每項賽事的部份名額，開放予已完成3至5場六大馬拉松的跑手抽籤，其中波士頓馬拉松每年有150個參賽名額，給已完成其中五大馬拉松的跑手抽籤取得，不受波士頓馬拉松本身達標要求影響。

## 2013年第117届波士顿马拉松赛爆炸事件
2013年4月15日美国东部时间下午2点50分左右，波士顿马拉松赛接近尾声时，终点附近连续发生两次爆炸。爆炸共造成3名观众死亡，144人受伤。

## 因2019冠狀病毒病取消
2020年由於受到2019冠狀病毒病疫情影響，原本主辦單位宣布從4月延到9月，後來改取消賽事，為該賽事124年來首次取消。

## 比赛成绩

### 2014专业男子组

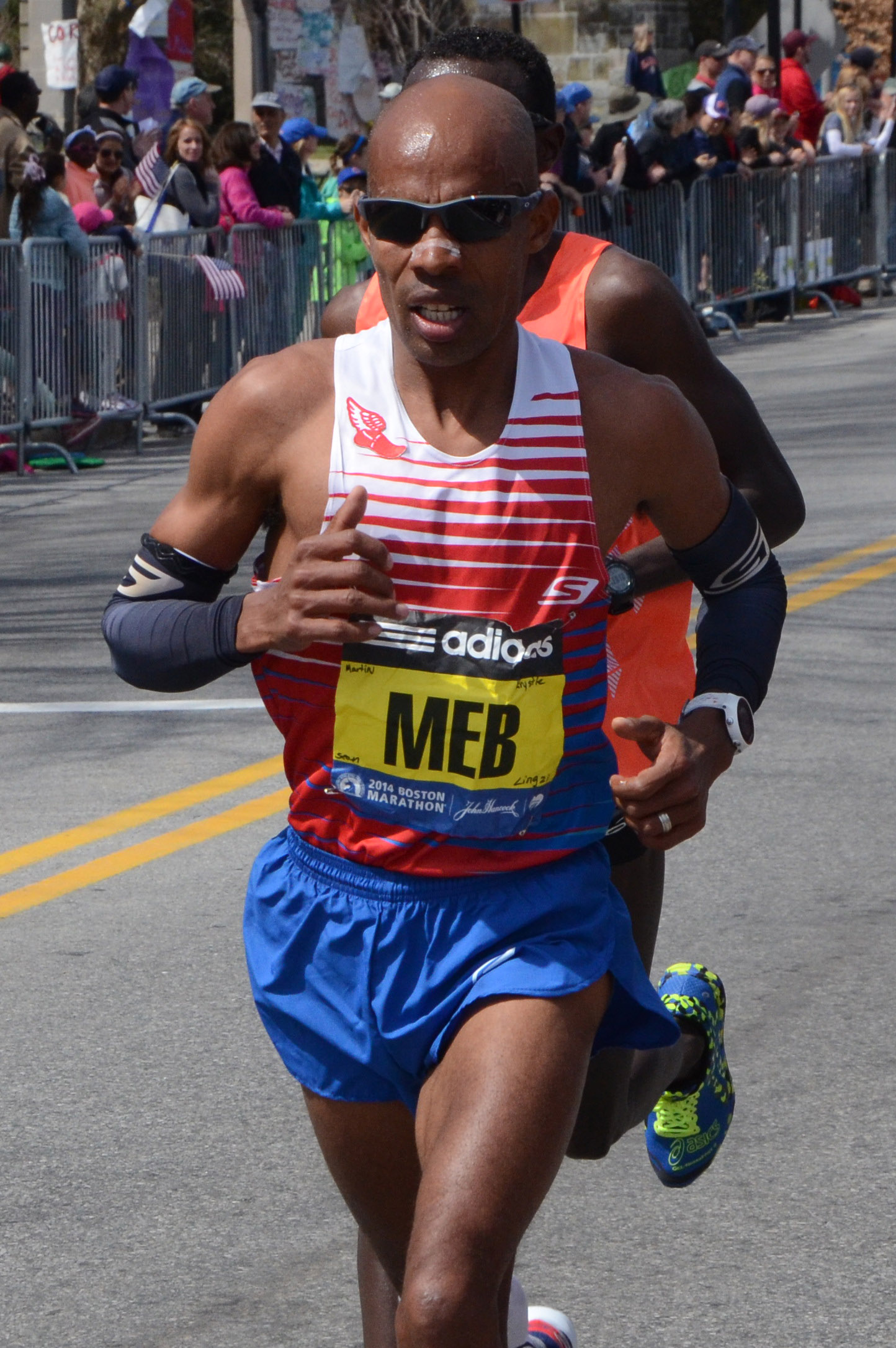
Meb Keflezighi in 2014 Boston Marathon, near halfway point in Wellesley

| 名次 | 运动员              | 国籍     | 计时    |
| ---- | ------------------- | -------- | ------- |
| 1    | Meb Keflezighi      | 美国     | 2:08:37 |
| 2    | Wilson Chebet       |          | 2:08:48 |
| 3    | Frankline Chepkwony |          | 2:08:50 |
| 4    | Vitaliy Shafar      | 乌克兰   | 2:09:37 |
| 5    | Markos Geneti       | 衣索比亞 | 2:09:50 |
| 6    | Joel Kimurer        |          | 2:11:03 |
| 7    | Nicolas Arciniaga   | 美国     | 2:11:47 |
| 8    | Jeffrey Eggleston   | 美国     | 2:11:57 |
| 9    | 保羅·隆揚加塔       |          | 2:12:34 |
| 10   | Adil Annani         | 摩洛哥   | 2:12:43 |

### 2014专业女子组

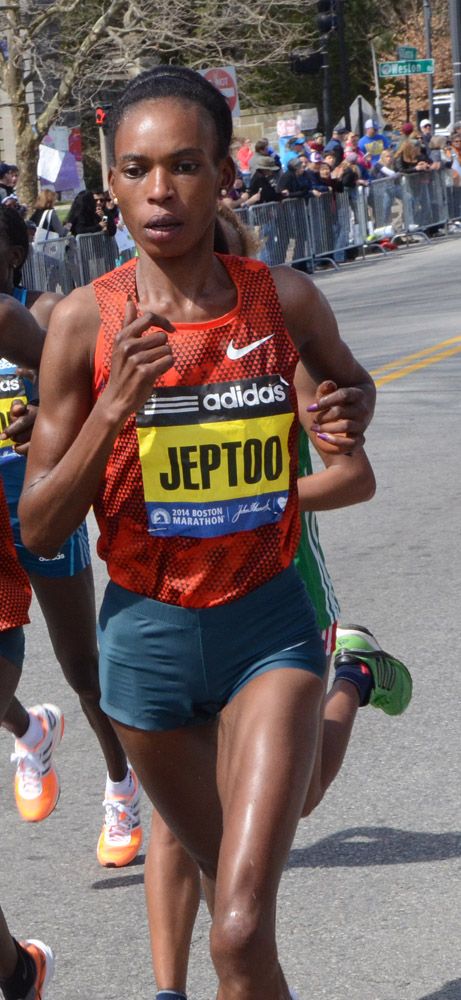
Rita Jeptoo in 2014 Boston Marathon, near halfway point in Wellesley

| 名次 | 运动员                 | 国籍     | 计时    |
| ---- | ---------------------- | -------- | ------- |
| 1    | Rita Jeptoo            |          | 2:18:57 |
| 2    | Buzunesh Deba          | 衣索比亞 | 2:19:59 |
| 3    | Mare Dibaba            | 衣索比亞 | 2:20:35 |
| 4    | Jemima Jelagat Sumgong |          | 2:20:41 |
| 5    | Meselech Melkamu       | 衣索比亞 | 2:21:28 |
| 6    | Aleksandra Duliba      | 白俄羅斯 | 2:21:29 |
| 7    | Shalane Flanagan       | 美国     | 2:22:02 |
| 8    | Sharon Cherop          |          | 2:23:00 |
| 9    | Philes Ongori          |          | 2:23:22 |
| 10   | Desiree Davila         | 美国     | 2:23:54 |

### 2013专业男子组
| 名次 | 运动员                    | 国籍     | 计时    |
| ---- | ------------------------- | -------- | ------- |
|      | 勒利薩·戴西沙             | 衣索比亞 | 2:10:22 |
|      | Micah Kogo                |          | 2:10:27 |
|      | Gebregziabher Gebremariam | 衣索比亞 | 2:10:28 |
| 4    | Jason Hartmann            | 美国     | 2:12:12 |
| 5    | Wesley Korir              |          | 2:12:30 |
| 6    | Markos Geneti             | 衣索比亞 | 2:12:44 |
| 7    | Dickson Chumba            |          | 2:14:08 |
| 8    | Jeffrey Hunt              |          | 2:14:28 |
| 9    | Daniel Tapia              | 美国     | 2:14:30 |
| 10   | Craig Leon                | 美国     | 2:14:38 |

### 2013专业女子组
| 名次 | 运动员              | 国籍     | 计时    |
| ---- | ------------------- | -------- | ------- |
|      | Rita Jeptoo         |          | 2:26:25 |
|      | Meseret Hailu       | 衣索比亞 | 2:26:58 |
|      | Sharon Cherop       |          | 2:27:01 |
| 4    | Shalane Flanagan    | 美国     | 2:27:08 |
| 5    | Tirfi Tsegaye       | 衣索比亞 | 2:28:09 |
| 6    | Kara Goucher        | 美国     | 2:28:11 |
| 7    | Madai Perez         | 墨西哥   | 2:28:59 |
| 8    | 黛安·紐庫里-強森    |          | 2:29:54 |
| 9    | Ana Dulce Felix     | 葡萄牙   | 2:30:05 |
| 10   | Sabrina Mockenhaupt | 德国     | 2:30:09 |

## 賽制變革
自2025年起，大會採固定終點關門時間，統一在當地時間下午5點30分關閉。此舉取代往年「最後一位跑者離開起點後六小時」的彈性規則，主要由於此制度導致部分跑者無法掌握實際關門時間而未被列未正式完賽，2024年約有500人。
波士頓田徑協會於2024年8月宣布此項變革，旨在提升賽事透明度與公平性，並表示將加強賽前溝通與關門時間提醒，避免類似爭議再度發生。